# Divisione di Samarahan
Samarahan è una delle dodici divisioni amministrative a Sarawak, in Malaysia, ed è situata nel Borneo. Un tempo parte della Prima Divisione, che includeva Kuching, divenne una divisione separata il 24 luglio 1986, con un'area totale di 4967 km².
In origine, questa divisione conteneva i quattro distretti amministrativi di Samarahan, Asajaya, Serian e Simunjan. L'11 aprile 2015, però, il distretto di Serian è stato separato nella formazione di una nuova divisione, appunto quella di Serian.
L'11 novembre 2016, la provincia è passata dallo status di Majlis Daerah Samarahan a quello di Majlis Perbandaran Kota Samarahan, dando a Kota Samarahan, la capitale della division, la promozione da piccola città a cittadina. La dichiarazione ebbe luogo a Kota Samarahan stessa, e fu bandita da Tan Sri Datuk Patinggi (Dr.) Haji Adenan bin Haji Satem, allora Capo Ministro di Sarawak, rappresentato dal suo deputato, Tan Sri Datuk Amar James Jemut Masing.
La popolazione totale è stata di 246'782 abitanti stando al censimento del 2010. Ad oggi la popolazione è eticamente mista, predominata da Bidayuh, Iban, Malesi e Cinesi.
Samarahan include quattro daerah, ossia distretti: Asajaya, Samarahan, Serian e Simunjan.